# تشيستر إيمرسون
تشيستر إيمرسون (بالإنجليزية: Chester Emerson)‏ هو لاعب كرة قاعدة أمريكي، ولد في 27 أكتوبر 1889 في Stow, Maine ‏ في الولايات المتحدة، وتوفي في 2 يوليو 1971 في أوغوستا في الولايات المتحدة.

## وصلات خارجية
- تشيستر إيمرسون على موقعبيزبول رفرنس.كوم (الدوري الرئيسي) (الإنجليزية)
- تشيستر إيمرسون على موقعبيزبول رفرنس.كوم (الدوري الثانوي) (الإنجليزية)